# دیپ‌واتر (میزوری)
دیپ‌واتر (به انگلیسی: Deepwater) یک شهر در ایالات متحده آمریکا است که در شهرستان هنری، میزوری واقع شده‌است. دیپ‌واتر ۲٫۲۳ کیلومتر مربع مساحت و ۴۳۳ نفر جمعیت دارد و ۲۲۶ متر بالاتر از سطح دریا واقع شده‌است.